# The Voice Belgique
The Voice Belgique är den belgiska (Vallonien) versionen av TV-programmet The Voice.

## Vinnare
- Säsong 1: Roberto Bellarosa
- Säsong 2: David Madi
- Säsong 3: Laurent Pagna
- Säsong 4: Florent Brack
- Säsong 5: Laura Cartesiani

## Coacher
- Säsong 1: Quentin Mosimann, Lio, Joshua, Beverly Jo Scott
- Säsong 2: Quentin Mosimann, Natasha St-Pier, Marc Pinilla, Beverly Jo Scott
- Säsong 3: Bastian Baker, Natasha St-Pier, Marc Pinilla, Beverly Jo Scott
- Säsong 4: Jali, Chimène Badi, Stanislas, Beverly Jo Scott
- Säsong 5: Quentin Mosimann, Cats on Trees, Stanislas, Beverly Jo Scott